# Deoxynivalenol
Deoxynivalenol (afgekort tot DON) of vomitoxine is een mycotoxine dat behoort tot de groep van B-trichothecenen en gevormd wordt in schimmels, voornamelijk van het geslacht Fusarium. Deze stof wordt vomitoxine genoemd, omdat het braken veroorzaakt. Ondanks de toxische werking, zijn niet overal ter wereld maximumwaarden van het gehalte desoxynivalenol in de voeding ingevoerd. In de Europese Unie mag bij granen, meel en bloem voor menselijke consumptie niet meer dan 0,75 mg/kg DON voorkomen. Voor dierlijke voeding is dat 8 mg/kg DON.
Bij wintertarwe zijn de belangrijkste fusariumsoorten die DON produceren: Fusarium graminearum, Fusarium culmorum en Fusarium avenaceum.
De zuivere stof komt voor als een wit kristallijn poeder, dat onoplosbaar is in water..